# Золотое руно (картина Робертса)
«Золотое руно» (англ. The Golden Fleece), первоначально известное как «Стрижка в Ньюстеде» (англ. Shearing at Newstead), — картина австралийского художника Тома Робертса, написанная в 1894 году. Находится в Художественной галерее Нового Южного Уэльса в Сиднее. Картину называют «иконой австралийского искусства».

## Описание

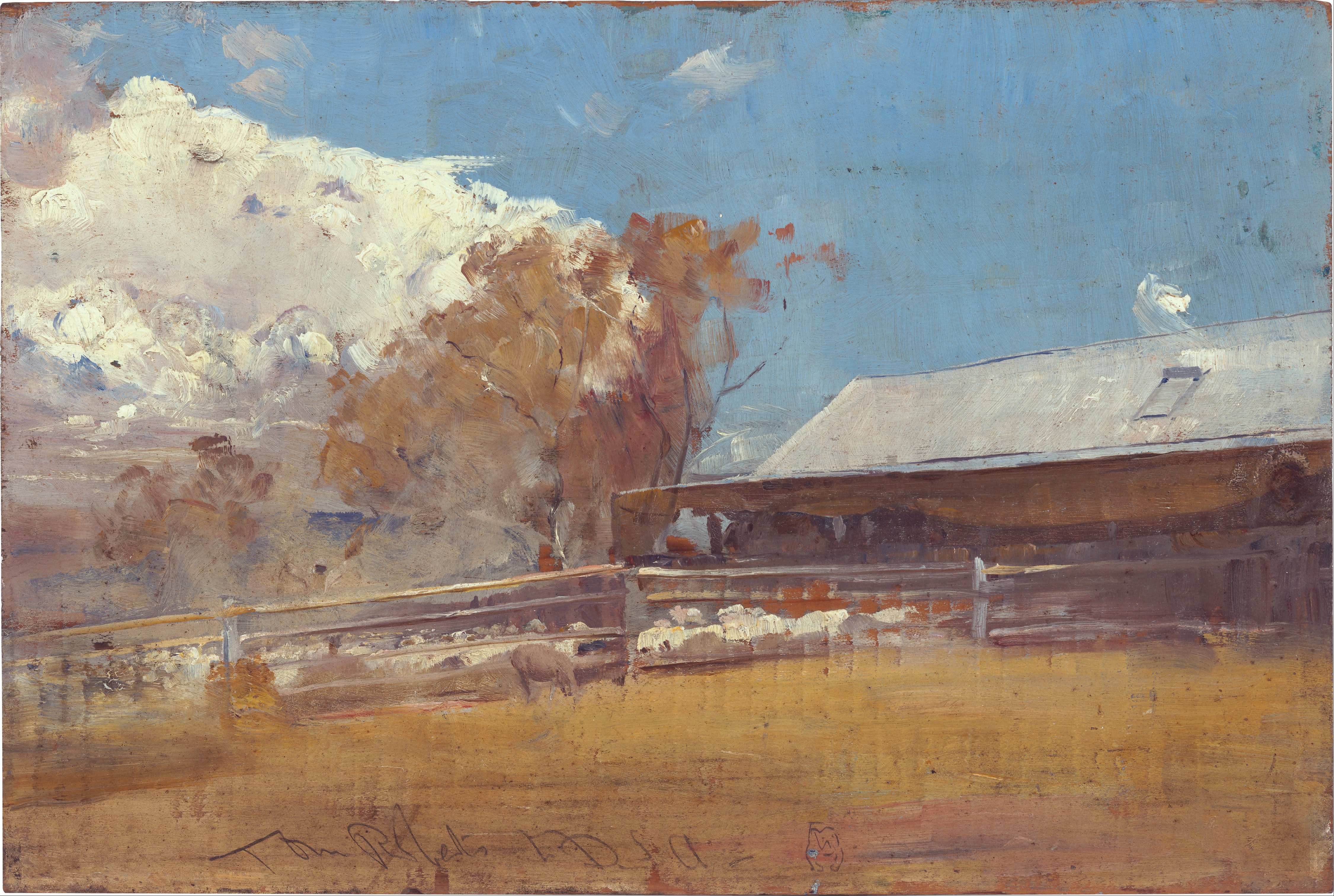
«Сарай для стрижки, Ньюстед» Тома Робертса (1894) изображает тот же ангар, что и на полотне «Золотое руно».

На картине изображены работники, стригущие овец, в специальном деревянном сарае для стрижки в Ньюстед-Норт, овцеводческой станции недалеко от Инверелла на Северных плоскогорьях Нового Южного Уэльса. Тот же сарай изображён в другой работе Робертса «Сарай для стрижки, Ньюстед» (1894).
Первоначально картина называлась «Стрижка в Ньюстеде», но была переименована в «Золотое руно» в честь Золотого руна из древнегреческой мифологии в честь шерстяной промышленности и благородства этого ремесла. Это соответствовало сознательной идеализации Робертсом австралийского пасторального работника и ландшафта.

## Критика
«Золотое руно» было хорошо встречено газетами и критиками во время первой выставки, а в 1895 году газета Sydney Morning Herald назвала его «картиной года».
Современные кураторы искусства, критики и репортеры сохраняют позитивное отношение к картине. Барри Пирс, куратор австралийского искусства в Художественной галерее Нового Южного Уэльса, утверждает: «Возникает ощущение, что вы можете почувствовать запах шерсти. Вы полностью погружаетесь, наблюдая за тем, как это происходит».